# Geitafellstindur
Geitafellstindur är en bergstopp i republiken Island. Den ligger i regionen Austurland, 300 km öster om huvudstaden Reykjavík. Toppen på Geitafellstindur är 1 016 meter över havet.
Trakten runt Geitafellstindur är nära nog obefolkad, med mindre än två invånare per kvadratkilometer. Trakten runt Geitafellstindur består i huvudsak av gräsmarker.